# Let Your Hair Down
"Let Your Hair Down" is een single van de Amerikaanse soul- en r&b-groep The Temptations. Het nummer was de eerste single afkomstig van het album 1990. De single werd eind 1973, in december, uitgebracht als Gordy-7133, Gordy een zusterlabel zijnde van Motown. "Let Your Hair Down" was de opvolger van "Law Of The Land", alhoewel het in de Verenigde Staten de opvolgsingle was van "Hey Girl (I Like Your Style)". Dit kwam doordat "Law Of The Land" alleen in het Verenigd Koninkrijk uitgebracht werd.
Het nummer in kwestie was de eerste single van The Temptations die opgenomen werd als funknummer. Bijna alle nummers van de groep uit het begin van de jaren zeventig werden opgenomen in de psychedelic-soulstijl, alhoewel de nummers steeds meer een funky geluid kregen. De Amerikaanse muziekmarkt kreeg echter steeds meer genoeg van de psychedelic soul en mede daardoor kwam "Let Your Hair Down" als een verademing voor het publiek. Het nummer bereikte dan ook de nummer 1-positie op de R&B-lijst en was een van de grootste drie hits van de periode 1972-1974. Alleen "Papa Was A Rollin' Stone en "Masterpiece" deden het nog beter.
"Let Your Hair Down" was het eerste nummer van The Temptations waarop de instrumentatie niet verzorgd werd door The Funk Brothers, de studioband van Motown. In 1973 was de overstap van Motown van Detroit naar Los Angeles namelijk rond en het gros van The Funk Brothers besloot in Detroit, hun thuisstad, te blijven. De band die nu de muziek speelde was Rose Royce. Deze band werd later zelf bekend met nummers als "Carwash" en "Love Don't Live Here Anymore".
De B-kant van de single is het nummer "Ain't No Justice". Dit nummer was een cover van een andere Motownartiest, Shorty Long. Hij bracht het nummer uit in januari 1969. De A-kant, "Let Your Hair Down", zou later zelf ook gecoverd worden, onder andere door Yvonne Fair.

## Bezetting
- Lead: Dennis Edwards
- Achtergrond: Melvin Franklin, Damon Harris, Richard Street en Otis Williams
- Instrumentatie: Rose Royce
- Schrijver: Norman Whitfield
- Producer: Norman Whitfield